# 인터넷 작가
인터넷 작가는 직접 창작한 소설, 만화, 음악 등을 타인이 감상할 수 있도록 웹상에 업로드하는 창작자들을 뜻한다. 인터넷이 보급되기 시작한 90년대 이후 생겨났으며 그들의 창작물의 대부분은 무료로 감상할 수 있다. 하지만 웹상에 창작물이 올라오는 것이므로 무단 스크랩과 무단 도용을 당하는 경우도 더러 있다. 작가가 되는 진입장벽이 낮기에 일반인들이 도전하는 경우가 무척 많지만 거의가 취미생활에서 비롯된 가벼운 창작이어서, 소설이나 만화의 경우 고증이 잘 되고 구성과 전개가 치밀한 작품을 찾는 것은 그리 쉽지 않다. 현실의 힘든 생활의 도피처이기에 자기위로용 소설도 꽤 많다.
때때로, 창작물이 높은 인기를 구가할 경우 오프라인상으로 책을 출판하는 경우도 있다.

## 유명한 인터넷 소설가
- 이영도 - 90년대에 PC통신에 장르소설 드래곤 라자를 연재해 높은 인기를 끈 장르 소설가.
- 이우혁 - 웹에 연재되었던 퇴마록의 저자. 퇴마록은 후에 영화로 제작되기까지 했다.
- 전민희 - PC통신에 연재했었던 세월의 돌로 데뷔한 후 장르 소설가의 길을 걷고 있는 소설가.
- 듀나 - 하이텔 시리얼에 SF, 영화평론 등을 발표하다 본격적으로 장르 소설가로 데뷔한다.

- 이윤세 (필명:귀여니) - 인터넷 로맨스 소설가 (다만 그의 작품 중에는 틀린 맞춤법이 많고 이모티콘 사용이 잦아 그의 글을 소설이라고 부르는 것에 대해 논란이 많다)
- 이동훈 (필명:Lovepool) - 인터넷 소설가
- 김유리 (필명:미아유) - 인터넷 소설가

## 창작한 소설을 올릴 수 있는 웹사이트
- 조아라
- 문피아
- 앱소설

## 창작한 게임을 올릴 수 있는 웹사이트
- 창조도시
- 니오팅
- 아방스
- 네코 데브